# Chiết Giang TV
Đài vệ tinh Chiết Giang (Tiếng Trung Quốc: 浙江卫视, Tiếng Anh: Zhejiang Satellite TV), là đài vệ tinh trực thuộc Tập đoàn Phát thanh Truyền hình Chiết Giang. Được phát sóng quảng bá trên vệ tinh từ ngày 1 tháng 1 năm 1994.

## Logo
Hình dáng: Logo của Đài vệ tinh Chiết Giang có dạng hình chữ nhật, ở giữa là một đường cong màu trắng, hơi giống chữ Z trong bảng chữ cái Latinh. Hình mẫu logo lấy cảm hứng từ hình dáng sông Tiền Đường chảy ra biển lớn.
Màu sắc: Logo sử dụng màu chủ đạo là xanh lam, mang ý nghĩa đặc trưng cho vùng sông nước Chiết Giang
Do kết cấu logo gợi nhiều liên tưởng nên Đài Chiết Giang thường được gọi thân mật với tên "Đài cá voi xanh" hoặc "Đài trái việt quất".

## Lịch sử phát triển
Ngày 1 tháng 1 năm 1994, Đài vệ tinh Chiết Giang được chính thức đưa vào hoạt động. Với phạm vi phục vụ trong nước và hơn 40 quốc gia khác. Đối tượng khán giả tương đối ổn định trong mức 150 triệu người, trong đó có khoảng 100 triệu dân thành phố. Trong thời gian đầu phát sóng, các chương trình của Đài chủ yếu tập trung vào việc thúc đẩy văn hóa và phân tích mô hình kinh tế tại địa phương
Năm 2008, Chiết Giang TV đề xuất câu slogan "Trung hoa một màu xanh", với mục tiêu xây dựng thương hiệu "Kênh giải trí truyền hình năng động nhất của người dân Trung Quốc", đồng thời xây dựng hình ảnh và định vị rõ ràng
Cùng năm, Chiết Giang TV cho ra mắt linh vật là chú cá voi xanh có tên gọi "Blue Star"

Ngày 2 tháng 4 năm 2011, Chiết Giang TV thực hiện chương trình truyền hình "Giấc mơ Trung Quốc". Kể từ đó, Chiết Giang TV thêm vào khẩu hiệu mới "Trung Hoa giấc mộng đầu"

Linh vật "Blue Star

## Slogan
| Năm             | Khẩu hiệu                            |
| --------------- | ------------------------------------ |
| Năm 2004 - 2007 | ZJTV                                 |
| Năm 2008 - 2010 | ZJTV, China Blue                     |
| Năm 2011 - 2012 | ZJTV, China Blue, first dream chanel |
| Năm 2013 - 2014 | ZJTV, China Blue                     |
| Năm 2015        | Chạy nhanh nào, China Blue           |

## Lịch trình phát sóng
Tính đến tháng 10 năm 2016, nội dung phát sóng hàng ngày trên Chiết Giang TV được sắp xếp như sau:
| Thời gian | Thời gian     | Chương trình phát sóng |
| --------- | ------------- | --- |
| Rạng sáng | Rạng sáng     | Phát lại chương trình giải trí, "Bình luận trong ngày" |
| Sáng      | Sáng          | Phát lại "Thời sự Chiết Giang", trực tiếp "Thị trường chứng khoán", phim truyền hình (thứ 2 -5), phim hoạt hình (thứ 6), phát lại chương trình giải trí (thứ 7)                        |
| Trưa      | Trưa          | Phát lại chương trình giải trí |
| Chiều     | Chiều         | "Tin tức chuyên sâu" (thứ 2 - 7), "Dẫn đầu thời đại" (chủ nhật), "bản tin thời sự Chiết Giang", "Bình luận trong ngày", tiếp sóng chương trình "Thời sự" từ Đài truyền hình Trung ương |
| Tối       | 19h30         | Phim truyền hình |
|           | 21h30 - 21h46 | "Bình luận trong ngày" và "Bản tin nhanh" |
|           | 21h46         | Chương trình giải trí |

## Phim truyền hình
Phim truyền hình phát sóng trên Chiết Giang TV hiện nay đều là phim nội địa. Trước kia từng phát sóng phim truyền hình Hồng Kông và Hàn Quốc nhưng hiện nay đã ngừng
Phim truyền hình trên Đài thường lên sóng vào hai khung giờ chính: Khung giờ buổi sáng (từ thứ 2 đến thứ 5 hàng tuần), và khung giờ vàng (buổi tối hàng ngày, từ chủ nhật đến thứ 6 phát sóng mỗi ngày hai tập phim, thứ 7 phát sóng một tập)

## Chương trình giải trí
Từ sau khi đề xuất slogan "China Blue" và định hướng phát triển theo hướng giải trí năng động, số lượng chương trình giải trí trên Đài tăng lên đáng kể. Các chương trình tiêu biểu có thể kể đến như: "Running Brothers", "The Voice of China", "Don't forget the lyrics", "Đến đây nào quán quân".

## Liên kết
- Đài truyền hình trung ương Trung Quốc
- Hồ Nam TV